# Convent de Sant Doménec (València)
|  | «Convent de Sant Doménec» redirigeix aquí. Vegeu-ne altres significats a «Convent de Sant Domènec». |

El convent de Sant Doménec és un dels monuments gòtics més importants de la ciutat de València, fundat per Jaume I i llar de sant Vicent Ferrer i Lluís Bertran, visitat i protegit pels reis d'Aragó i de la casa d'Àustria, diverses vegades seu de les Corts valencianes, precedent de les llotges de Palma i de València i gran focus religiós i cultural. Monument historicoartístic des del 1931, és un edifici poc conegut a causa del seu restringit horari de visites, ja que alberga la Capitania General de València des del 1840.

## Història

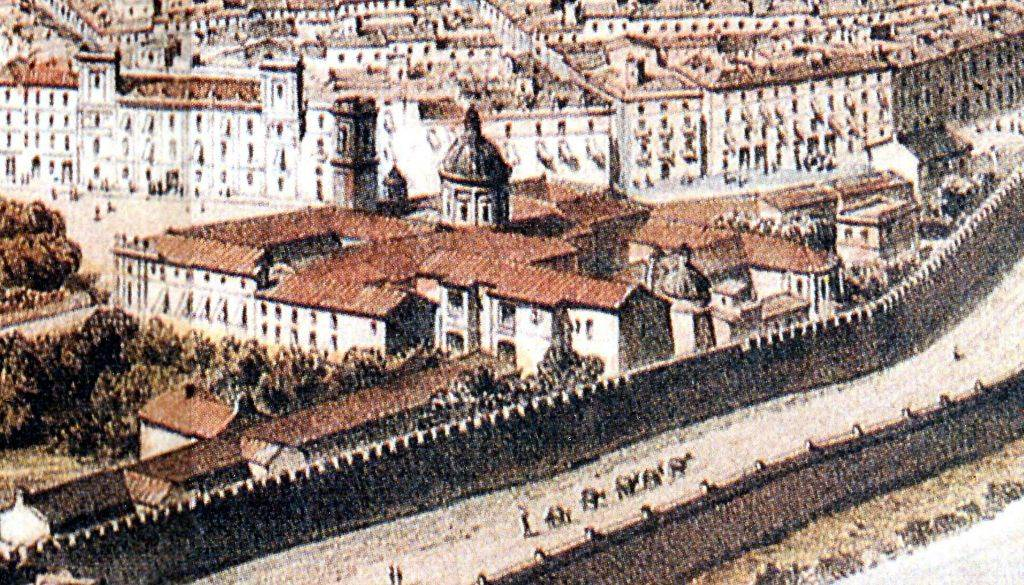
El convent a mitjan

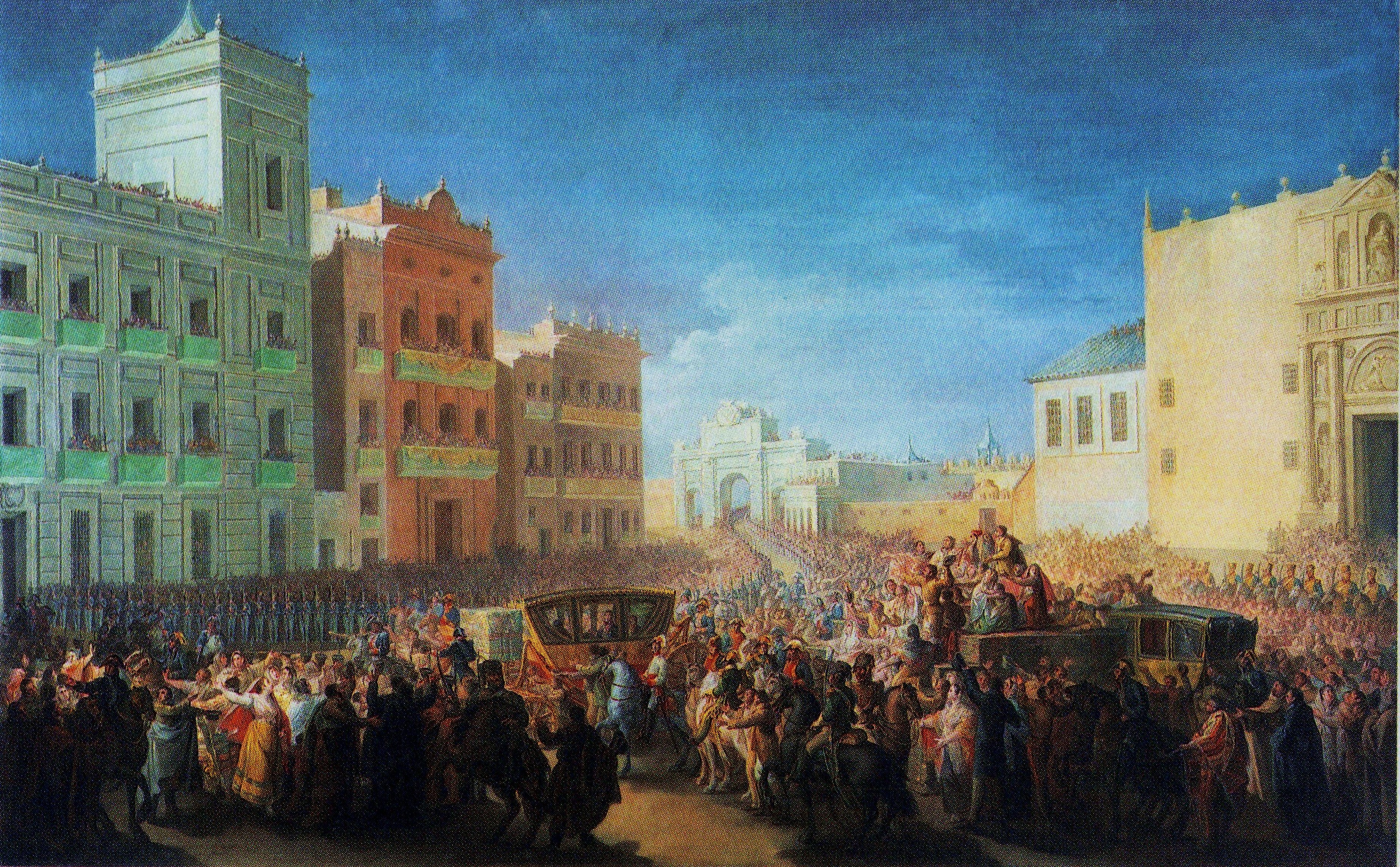
Entrada triomfal de Ferran VII a València, quadre de Miquel Parra i Abril, 1815. A la dreta de la imatge la façana del convent de Sant Doménec

La primera pedra d'aquest convent, abans dit de Predicadors, va ser col·locada pel mateix rei Jaume I el 14 d'abril del 1239, i fou una fundació de Miquel de Fabra (frare dominic confessor del rei). Cap al 1250 s'hi havia construït la primera església, menuda i senzilla, hui desapareguda. En el convent descansaven les restes de fra Miquel de Fabra, però foren traslladades a la basílica de Sant Vicent Ferrer, actual convent de Predicadors, al carrer de Ciril Amorós.
El lloc on es va construir el convent es trobava extramurs de la ciutat, per la qual cosa el 1276 el bisbe de València, fra Andreu d'Albalat, va fer construir una ampliació de la muralla que hi incloguera el convent dominicà.
Prova de la seua importància en el passat, en aquest convent van viure i varen ser priors sant Vicent Ferrer i Lluís Bertran, i en la seua sala capitular es van dur a terme diverses sessions de Corts del regne. El convent va albergar entre els murs l'Escola de Gramàtica i Lògica (creada pel bisbe Andreu d'Albalat el 1259), la Càtedra de Llengües Orientals (1281), la Càtedra Pública de Teologia creada pel bisbe Ramon Gaston el 1345 i la iniciació dels estudis d'hebreu el 1629; molts dels seus monjos feien d'intèrprets davant les ambaixades que arribaven al Regne de València.
El 1437, el rei Alfons el Magnànim tria Sant Doménec per a la seua sepultura, i comença la construcció de la capella Reial, acabada pel seu successor Joan el Sense Fe el 1463. El 1504, el viatger alemany Jeroni Münzer durant la seua visita a València recordaria l'edifici com «magnífica fàbrica amb grans hortes i claustres».
A finals del segle xviii, el convent assoliria la màxima esplendor patrimonial, l'erudit Orellana va escriure: «El particularizar las grandes circunstancias de dicho convento, lo majestuoso de su edificio, la simetría de su iglesia, lo copioso de su exquisita librería, la disposición de su bien regalado archivo, lo excelente de sus pinturas, lo antiguo de sus monumentos, y sepulcrales, lo numeroso de sus reliquias, y en suma lo precioso de todas sus cosas, es asunto que no pudiera comprenderle un dilatado volumen, cuando cada ramo de los que llevo apuntados produce materia para mucho que historiar».
Gran part d'aquest patrimoni es va perdre durant la Guerra del Francés, quan es convertí en quarter. El 1814 van tornar-hi els monjos, però el 1835 es produeix l'exclaustració i el complex conventual es destina a parc d'artilleria i a tallers de mestrança. El 1839 s'estableix al convent la seu de la Capitania General, quatre anys després pel perill de desaparició del convent (com es demostrà amb la demolició de l'església principal) l'Acadèmia de Sant Carles aconseguí del govern una Reial Ordre de 23-I-1844 que li concedia el patronatge de la capella dels Reis i la de Sant Vicent. Per aquesta època es proposà la idea de convertir la capella dels Reis en Panteó de Valencians Il·lustres, proposta feta per Vicent Boix el 1844.
El valor patrimonial de Sant Doménec començarà a reconèixer-se i a restaurar-se durant l'estada del general Urrutia a la Capitania General durant els anys 1950-1953. Actualment, resta oberta al culte la capella dels Reis, mentre que la resta del conjunt es reserva per als militars i només s'hi pot accedir amb concertació prèvia.
El convent de Sant Doménec està format per una sèrie d'unitats principals, que són el claustre Major, la sala Capitular, la capella Reial, el refectori o saló del Tron, la capella de Sant Vicent i la façana.

## Estructura del convent

### Església major
L'església principal del convent ha desaparegut quasi per complet, només se'n conserva el primer tram i la portada. De la primera església no en queda res; segons l'erudit Fr. J. Teixidor, estaria situada al voltant del que hui és la capella del Reis.
La segona església, que també es va substituir per problemes estructurals, ja es trobava on va estar l'última que s'hi construí. Aquesta era de nau única amb capelles entre els contraforts i capçalera poligonal i trams quadrats, es construí a partir del 1382. Com la pràctica totalitat de les esglésies de l'època, es revestí interiorment en estil barroc entre el 1692 i el 1694, obra de Francisco Padilla.
El temple va ser enderrocat amb l'exclaustració, i en quedà només el tram dels peus. Ací s'hi pot observar el recobriment de fullaraca barroca per sobre de les voltes gòtiques. Aquesta volta està parcialment a la vista gràcies a la retirada de la decoració barroca en els arrencaments dels nervis, i mostra que era una volta de creueria amb tercelets.
A banda de les capelles situades entre els contraforts existien d'altres de més grans. Una d'aquestes era la dedicada a sant Lluís Bertran, rica en jaspis, amb pintures d'Espinosa i Hipòlit Rovira i on es venerava el cos del sant. De la capella, només queden els sepulcres del segle xvii corresponents a fra Domingo Anadón i Joan Micó i algunes pintures d'Espinosa, tot custodiat al Museu de Belles Arts de València.
Les altres dues grans capelles eren la desapareguda del Roser i la de Sant Vicent, que s'obrien als peus de l'església a partir del tram que queda, servint com una mena de creuer.
La capella del Roser es construí entre el 1491 i el 1518; només en queda la seua embocadura i algunes restes soltes que permeten saber que els pilars i arcs eren entorxats. L'obra s'encarregà a Joan Gozalbo, però Pere Comte apareix cobrant pels seus serveis entre 1500 i 1503. L'obra la continuà Miquel de Maganya, que apareix treballant-hi el 1514. Encara que la capella contenia obres de Ribalta i Espinosa fou totalment renovada per Joan Baptista Pérez Castiel entre 1686 i 1688.
La portada de l'església no dona directament al carrer, sinó que ho fa a un petit claustre que fa de distribuïdor. Està molt malmesa; fou construïda al segle xv i remet al model de la portada del monestir de la Trinitat i la Llotja, relacionades amb el cercle de Pere Comte. Es compon d'una sèrie de fines arquivoltes apuntades recollides per un arc conopial amb cardines i rematat per una magolla. Existien dos pinacles flanquejant la portada, dels quals només queda el seu rastre. Al timpà se situen les figures, de cronologia posterior, de la Mare de Déu del Roser, sant Doménec i santa Caterina de Siena; a més, hi ha dues mènsules antropomòrfiques amb figures d'àngels: l'un sosté un paper i l'altre toca un instrument.

### L'església de Sant Doménec o capella de Sant Vicent

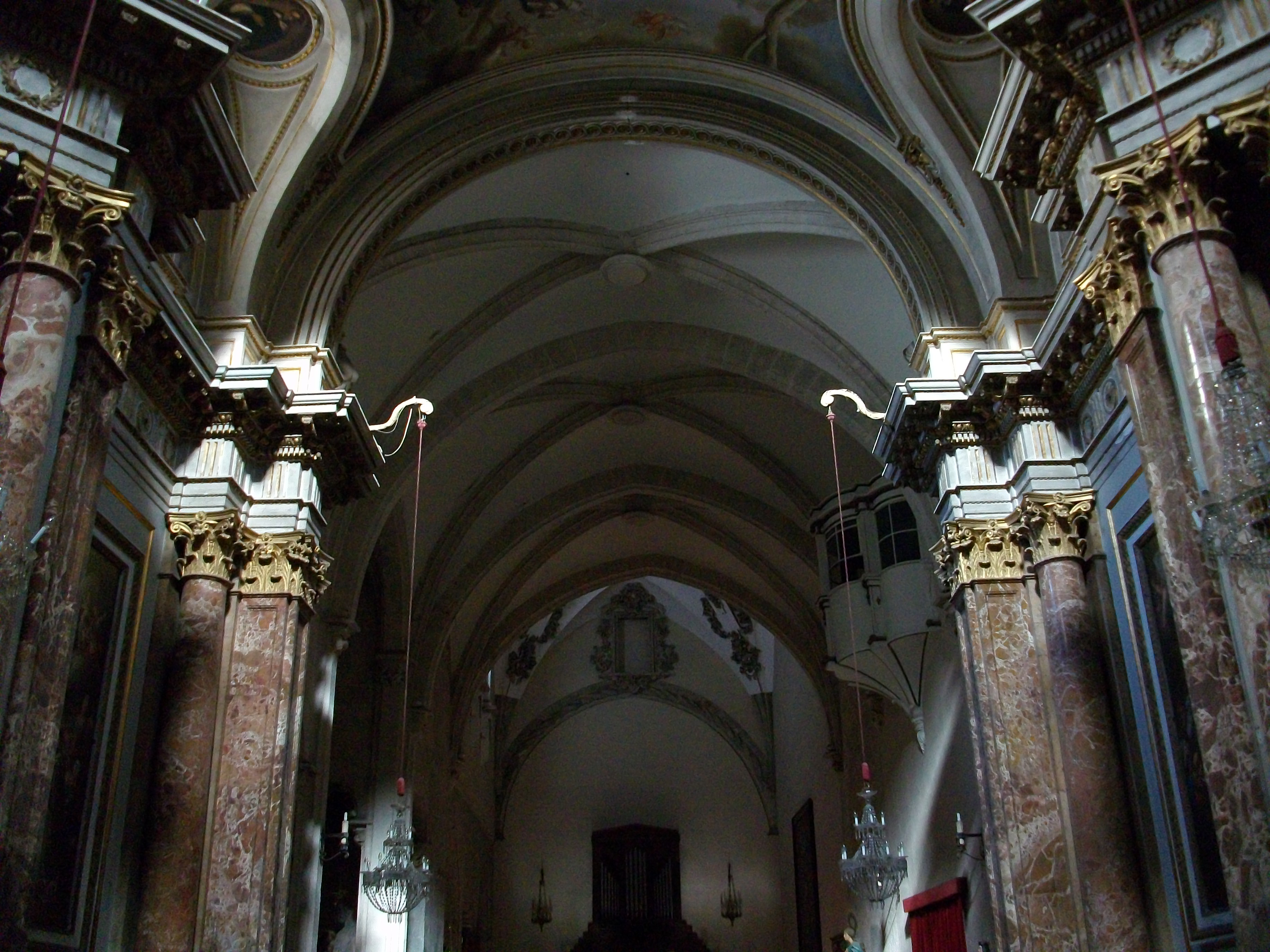
Capella de Sant Vicent

Encara que normalment l'església del convent rep el nom de Sant Doménec i com a tal és coneguda pels naturals, en realitat el seu nom correcte hauria de ser i és capella de Sant Vicent, entre altres coses perquè a aquest sant està dedicada l'advocació de la parròquia i perquè aquesta era en realitat una capella que formava part del que fou la gran església conventual que fou destruïda per les guerres i per les desamortitzacions del segle xix.
Per tal de commemorar la canonització de Vicent Ferrer (1455), el 1460 es decidí la construcció d'una capella dedicada al sant, i es permeté la unió de l'església major amb la capella dels Reis, que estava quasi acabada. Estava formada per tres trams rectangulars, coberta amb volta de creueria, estil gòtic i obra de Francesc Baldomar i Nicolau Bonet. Entre 1772 i 1781, fou ampliada i reformada per Antoni Gilabert amb dissenys de Josep Pujol (escrit amb l'ortografia castellanitzant Puchol). La capella actual està estructurada en un primer tram rectangular amb la volta gòtica recoberta amb una altra de canó amb llunetes, un espai quadrat sobre el qual s'eleva la cúpula sobre tambor i una capçalera de planta oval interrompuda pel tram central de la capella. En aquesta renovació, s'empraren materials molt costosos i de diferents procedències: la del paviment, blanca i negra, prové de Portaceli; la groguenca i la de la balustrada del presbiteri, de Buixcarró; la dels pedestals, de Nàquera; la de color groc clar ve de Llíria; setze columnes són de Portaceli; les quatre columnes de l'altar i les de l'interior del nínxol provenen de Callosa d'en Sarrià; i la de les bases del retaule, groga, de Torrent.
Tota la decoració de la capella segueix un programa iconogràfic definit. Les pintures al fresc són de Josep Vergara; en destaquen la que representa el triomf de sant Vicent Ferrer (a la volta de l'absis), la resurrecció d'un mort (a la volta de la nau), les escenes de la vida del sant (a les petxines de la cúpula) i les que representen els dons i fruits de l'Esperit Sant (als cassetons de la cúpula). Josep Pujol s'encarregà de realitzar les estàtues femenines de marbre que decoren el frontó del retaule, i que representen la fe i l'esperança, la castedat i la religió, als dos costats de l'altar, i també els baixos relleus del naixement de sant Vicent Ferrer i els seus pares.
Aquesta renovació de la capella de Sant Vicent suposa un dels exemples més significatius del complex procés de transició de la mentalitat acadèmica barroca a una altra d'il·lustrada i classicista dins de l'àmbit valencià del segle xviii.

### Capella Reial o capella dels Reis

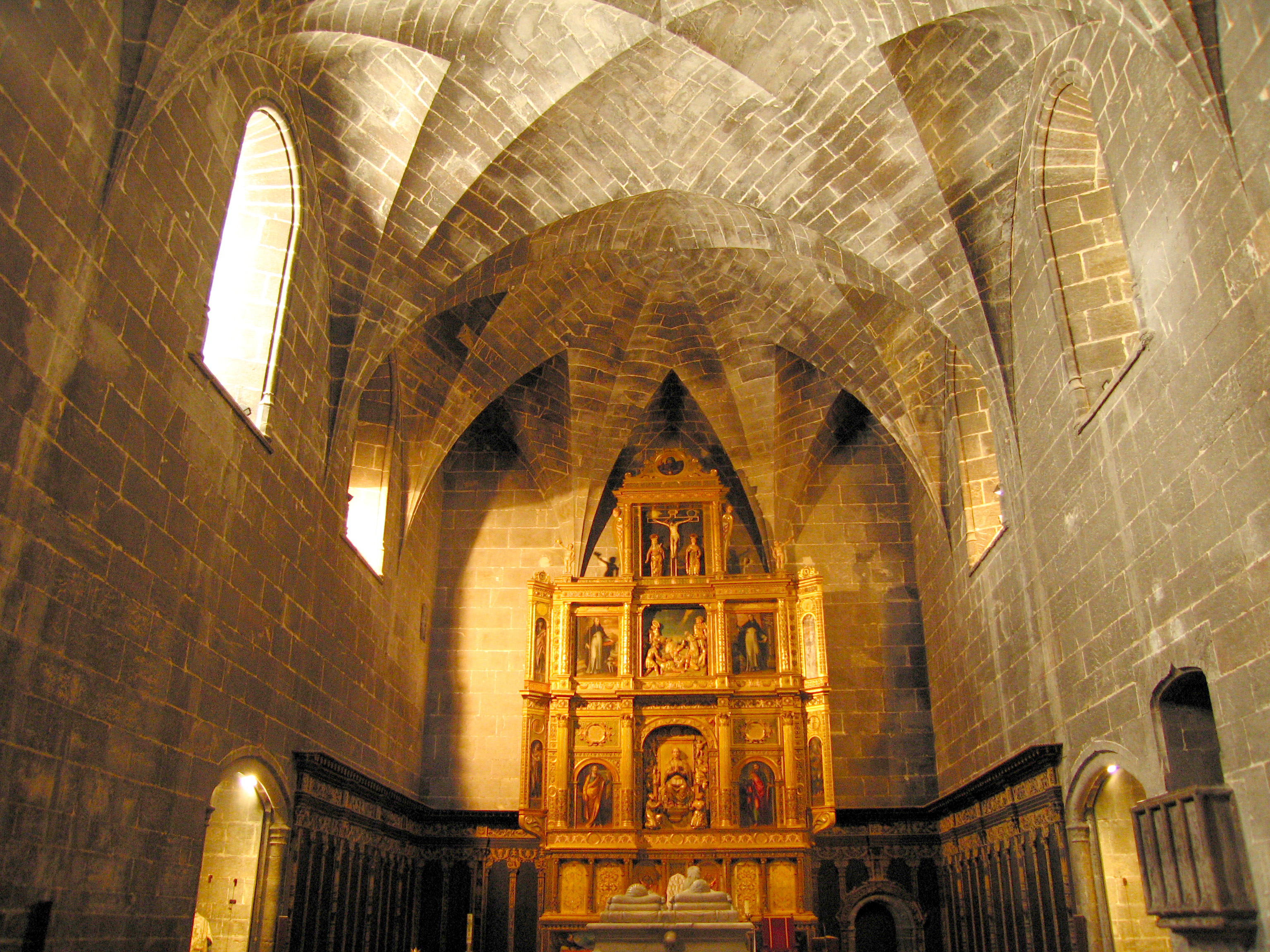
Capella dels Reis, amb el retaule renaixentista al centre, la tomba marmòria al davant, i els arcosolis a dreta i esquerra

A la capella Reial, s'entra per una porta formada per un arc motllurat existent en el claustret que hi ha a l'entrada de l'església. Feta durant el segon terç del segle xv, tota de pedra picada, és una de les joies del tardogòtic valencià i es pot considerar la peça més interessant de tot el conjunt.
Fou manada construir pel rei Alfons el Magnànim el 1437 i acabada pel seu successor Joan II el 1463. El cronista del convent, el P. Sala, en la seua Historia del convento de Predicadores de Valencia del 1608, explica que el rei Alfons V, estant a Gaeta, disposà per privilegi datat el 6 d'abril de 1437 la construcció d'aquesta capella.
Dues xicotetes estances en cadascun dels murs de les parets laterals guarden peces d'orfebreria i litúrgia a manera de minúscul museu. Pareix que aquestes estances, en realitat, són els arcosolis que havien de rebre les restes mortals del rei d'Aragó Alfons el Magnànim i de la seua esposa Maria de Castella. Finalment, aquest rei va preferir ser soterrat a Nàpols (posteriorment, fou traslladat al monestir de Poblet), i la reina al monestir de la Trinitat de València.
De planta rectangular (11 x 22 m), destaca pel seu virtuosisme la sostrada de pedra, dividida en tres trams i formada per voltes de creueria sense nervis, el pes de les quals recolza directament en el murs, de 2,5 m de gruix, sense mènsules ni columnes o pilars que la sustenten. La sala s'il·lumina per sis finestres ogivals, tres en cada un dels seus murs laterals i una rosassa en el mur d'unió amb la capella de Sant Vicent. Està coberta per una volta arestada de pedra picada de tres trams, com ja hem dit, entre els quals es formen, en dos trams, les complexes superfícies de revolució dels plements que corresponen a una volta de creueria, però no utilitza els nervis.
El tram de la capçalera utilitza els mateixos recursos, però té huit arrencaments de la volta i deixa dos triangles amb voltes arestades als cantons.
Darrere de la capçalera està la sagristia, a la qual s'accedeix per un arc motllurat i en biaix respecte al mur. Aquesta sagristia també es cobreix amb volta arestada simple, amb la complicació que ha de cobrir un espai trapezoïdal. De la sagristia, ix un escala helicoidal doble, amb una espiral dins una altra en els primers trams i un caragol obert o de Mallorca cap al final, que permet un accés independent tant al reservat eucarístic com a la terrassa. La pedra que s'utilitzà és extraordinàriament dura i obscura, quasi negra, és l'anomenada pedra negra de Morvedre.
Està documentada la participació de Francesc Baldomar, que hi treballava ja des del maig de l'any 1429, un mes abans de la col·locació solemne de la primera pedra (el 18 de juny del mateix any). Durant el gener del 1451, es col·loquen els panys de la porta de la sagristia; poc després començaria a cobrir-se la capella, i ja en el 1460 les obres estarien molt avançades; comencen a posar-se les lloses de pedra de Portaceli per al sòl. L'obra de la capella s'acabaria el 1463, ja durant el regnat de Joan II, i s'hi col·locà finalment el retaule de Joan Reixac (desaparegut).
Les innovadores voltes arestades es deuen al geni de Baldomar, que prèviament ja havia experimentat amb aquestes a menor escala a les tribunes de les torres de Quart. Aquestes voltes sense nervis de l'últim gòtic estarien relacionades amb les «voltes de diamant» de Bohèmia o les «alveolades» de Meissen a Saxònia, amb la diferència que suposa que aquestes estan fetes de maons i les de la capella dels Reis amb pedra. Això fa necessari l'aplicació de l'estereotomia moderna, amb una descripció científica prèvia de cada peça i dovella.

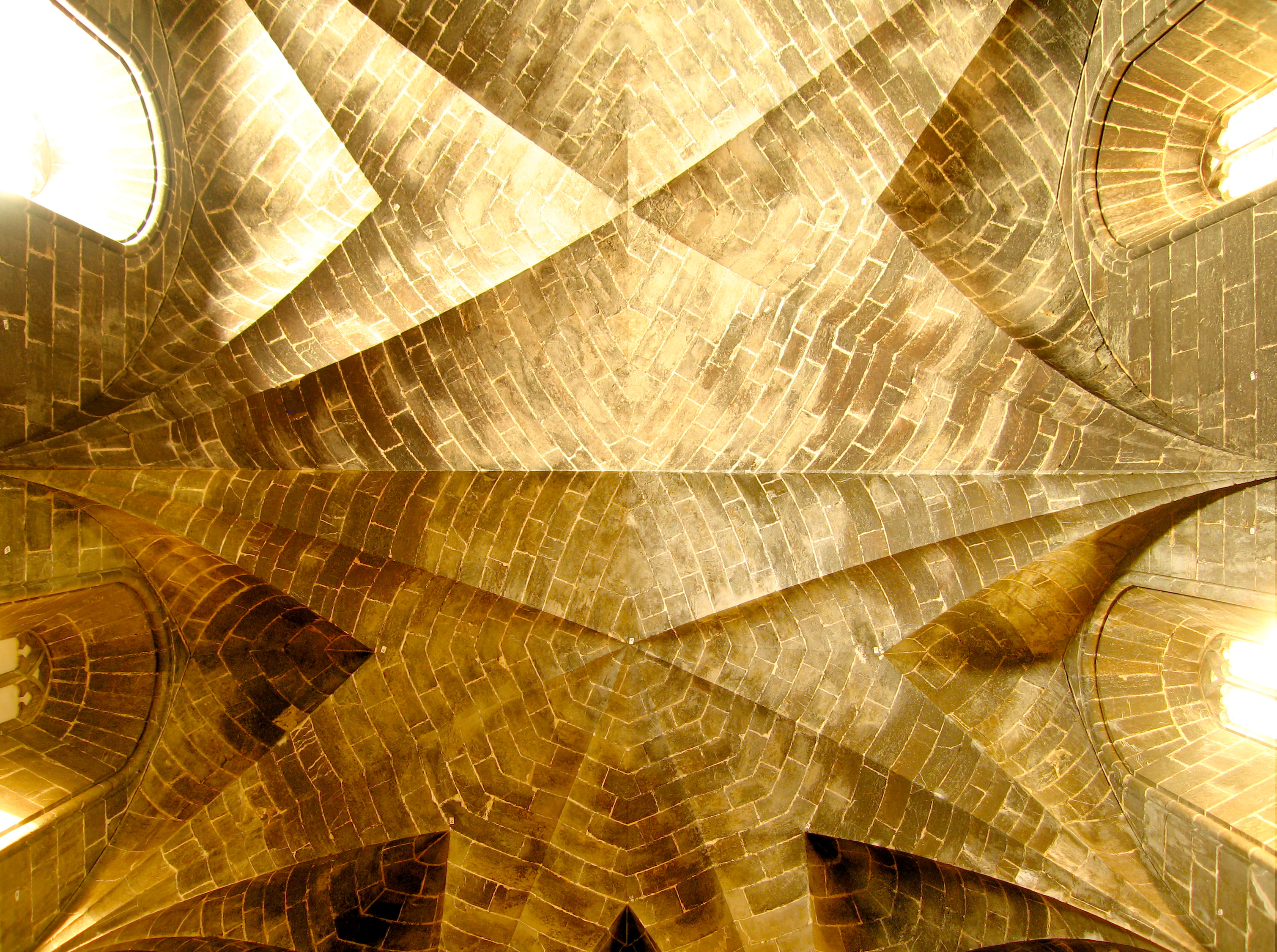
Detall de la volta estrellada sense nervadures de la capella dels Reis

En la capçalera, hi ha un retaule en fusta daurada formada per tres cossos realitzat per Josep Esteve entre 1581 i 1588 en estil renaixentista. En el primer cos, hi ha una imatge en pedra policromada de la Mare de Déu de l'Esperança i dues xicotetes figures agenollades que representen els reis Alfons el Magnànim i Joan II (monarques que donen nom a la capella). En el segon cos, un alt relleu representant la caiguda de sant Pau camí de Damasc i en el tercer pis Crist crucificat a qui acompanya sant Joan i la Mare de Déu. En la part de dalt, Déu domina tot el conjunt. Les pintures del retaule representen sant Doménec de Guzman i sant Vicent Ferrer en el segon cos i sant Pere i sant Pau en el primer, són obra d'Isaac Hermes Vermell o Vermey.
Destaca al bell mig d'aquesta capella un magnífic sepulcre en marbre blanc de Paros, fet el 1554 a Gènova per Giovanni Carlone i Giovanni Orsolino, segons el disseny de Giovanni Castello, i ocupat pels marquesos de Zenete: Rodrigo de Mendoza, a qui tants disgustos li van donar els agermanats, i la seua segona esposa Maria de Fonseca. La filla dels interessats, Na Mencía, qui jau modestament als peus de la tomba amb una simple làpida d'alabastre, fou qui en costejà les despeses, després que l'emperador Carles V l'autoritzara a utilitzar aquest espai el 1535.
Sota el sepulcre, en una cripta subterrània, jau el pintor Joan de Joanes portat fins ací el 1850 de la desapareguda església de la Santa Creu al barri del Carme. Fet ocorregut perquè s'intentà convertir aquesta capella en panteó de valencians il·lustres, però fins ara l'únic il·lustre que hi ha és el pintor abans citat.
Convé destacar la quasi absència total de qualsevol classe de decoració, llenç o adorn que no siga la pedra nua i fosca, com correspon a una capella funerària, exceptuant el cadiratge o cor de fusta renaixentista situat als peus de la capella. Fet al voltant dels anys trenta del segle xvi, mostra la mà d'un artífex influït per l'obra, també renaixentista, de la caixa de l'orgue de la catedral. Amb una talla elegant i de coloració verdosa amb contorns daurats, pilastres amb temes a candelieri al dau, dracs, cornucòpies, rosetes, gerros, carcaixos, putti, àguiles amb les ales desplegades, caràtules, balustres, conforma una prolixa decoració, que no impedeix la correcta organització a la manera clàssica del cos inferior de la capella.

### Claustre Major
|  |  |  |

D'estil ogival flamíger, és una de les més destacades belleses arquitectòniques de la ciutat. Iniciat a principis del segle xiv, és quadrat (34 m de costat) i té sis arcs apuntats en cada costat, llevat del costat nord, que en té cinc; és desigual perquè es construí a partir de les almoines de particulars i la seua construcció es dilatà en el temps. Al centre hi ha un jardinet, al mig del qual destaca un brocal de pou d'estil gòtic.
Les galeries estan cobertes per voltes de creueria simple amb nervis de pedra i plementeria de rajola. En el seu costat est, presenta traceries goticoflamígeres, florides i trilobades, diferents en cada arcada i ja pertanyents al segle xv. En cadascuna d'aquestes traceries s'aprecien els escuts dels promotors, com el de la Generalitat, els de les famílies Castellví, Codinats o Esplugues.
Sobre aquest claustre gòtic (s. xiv-xv) s'alça un segon pis (s. xvii) format per nombrosos arcs de mig punt de rajola, disposats entre pilastres clàssiques i rematats per una cornisa suportada per elaborades mènsules. Segons Joan Gavara, l'autoria d'aquest sobreclaustre es deu a Francisco Padilla, el mateix autor del revestiment barroc de l'església.

### Capelles del claustre
A banda de servir de distribuïdor de les estances del convent, el claustre també estava envoltat de capelles, excepte al tram que recau a l'església, on només hi havia altars.
A la galeria nord, se situen les capelles del Naixement, Sant Jeroni, la Veracreu, la Verge de la Llet, Sant Cristòfol, Sant Miquel i la Verge de la Misericòrdia. Aquestes capelles i també les de la galeria est es cobreixen amb voltes de creueria i plements aparedats de rajola. En destaca la de Sant Miquel per la seua clau penjant, la de la Verge de la Llet és d'on prové el retaule homònim atribuït a Antoni Peris i conservat al Museu de Belles Arts; de la capella de la Santa Creu prové el retaule del mateix nom i atribuït a Miquel Alcanyís o a Pere Nicolau, també exposat al museu anterior.
A l'altra galeria, s'ubica la sagristia major (construïda el 1640 sobre altres dependències medievals), les capelles de la Verge de l'Escala, Sant Pere i Sant Pau, Sant Vicent i Sant Jaume i la sala Capitular.

### Sala Capitular

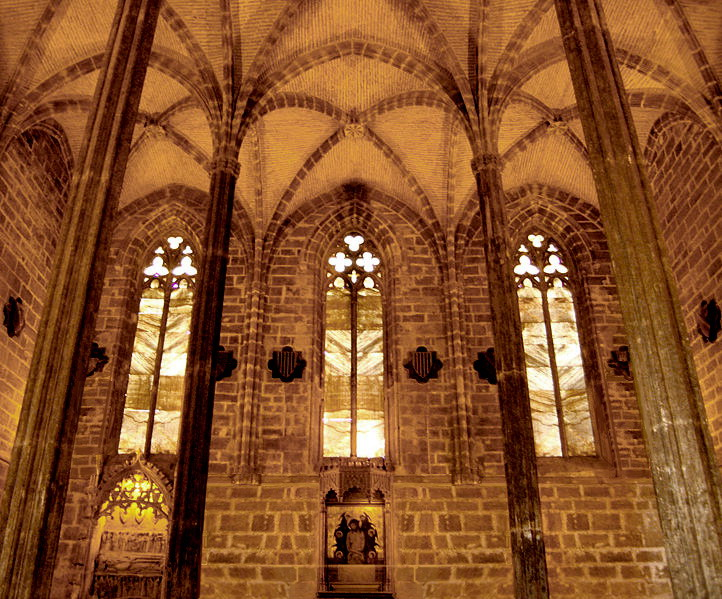
Sala Capitular

Aquesta elegant sala gòtica (1310-1320) és la més notable del convent. En aquesta, s'inspirà Guillem Sagrera per fer la Llotja de Palma, edifici en què, al seu torn, s'inspirà Pere Comte per bastir la Llotja de la Seda de València. De planta quadrada, aquesta sala capitular fa 12 m de costat i és tota de pedra picada. Des d'antic, fou coneguda com la sala de les Palmeres, ja que quatre columnes altíssimes i primes, com vertaders pals de palmeres, pugen atrevides fins a la volta i dibuixen huit nervis a manera de fulls de palmera. Conté, a més, huit columnes murals que subjecten la volta de creueria, formada per nou draps amb plementeria de rajola disposada a plec de llibre. Les claus de volta s'adornen amb l'emblema de l'orde dominic: la creu de flor de lis.
L'estança s'il·lumina per tres allargats finestrals gòtics en la capçalera de la sala i per dos finestrals també gòtics que flanquegen la porta d'entrada, també gòtica, comunicada amb el claustre Major i coronada per una rosassa.
És obra d'un arquitecte desconegut contractat per en Pere de Boïl i d'Aragó, membre de la més alta noblesa valenciana, primer senyor de Manises, majordom i tresorer reial de Jaume el Just de 1302 a 1036, i des de llavors, Mestre Racional de València, i ambaixador davant la Santa Seu, qui va costejar les despeses de la construcció de la sala Capitular.

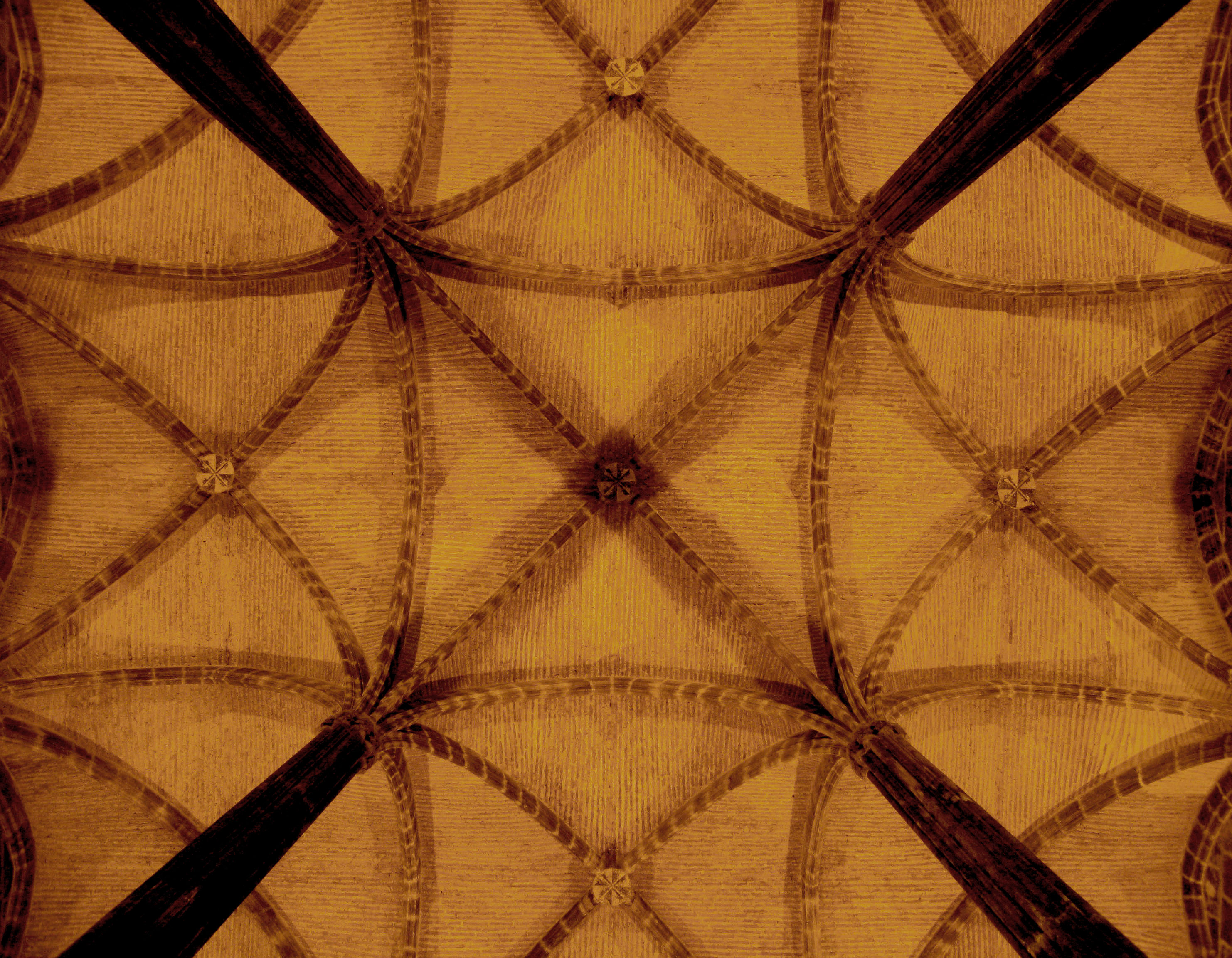
Sostre de la sala Capitular

La sala està envoltada d'una bancada en pedra formada per dues alçàries o escalons on s'assentaven els monjos en el capítol o els representants de les Corts quan s'hi celebraven. En les parets, hi ha fins a quinze blasons entre escuts quadribarrats del rei, altres d'en Pere de Boïl (escut format per una torre i un bou) i de la seua dona Altadona de la Scala (escut format per una escala de graons).
En el notable doble sepulcre d'alabastre que hi ha a la sala, reposen les restes de Ramon Boïl (besnet del primer Boïl), a la part inferior, i de Ramon Boïl Montagut (fill de l'anterior), a la superior. El sepulcre, de mitjan segle xv, fou esculpit a costa de Berenguer Vives Boïl, quart senyor de Bétera.
Al sepulcre dels Boïl se l'anomena en to irònic el del Juí de Salomó perquè el 1865 es va decidir llevar-lo del seu emplaçament, i en haver-hi discussions entre el Museo Arqueológico Nacional de Madrid i el Museu de Belles Arts de València, se li va donar la meitat a cadascun d'aquests. El 1952, gràcies al general Urrutia, el sepulcre fou unit de nou i col·locat a la sala Capitular de Sant Doménec. Té uns pilars molt esvelts, les voltes de maons i la imatge de palmeres en les columnes de l'església.
Si aquesta sala capitular va servir de model per a les futures llotges, el seu precedent cal buscar-lo en el convent dominic de la ciutat de Tolosa, centre important del mateix orde, i que també té pilars molt esvelts, les voltes fetes amb maó i pilars a manera de palmera a l'església del convent.

### Refectori o Sala del Tron i cel·les

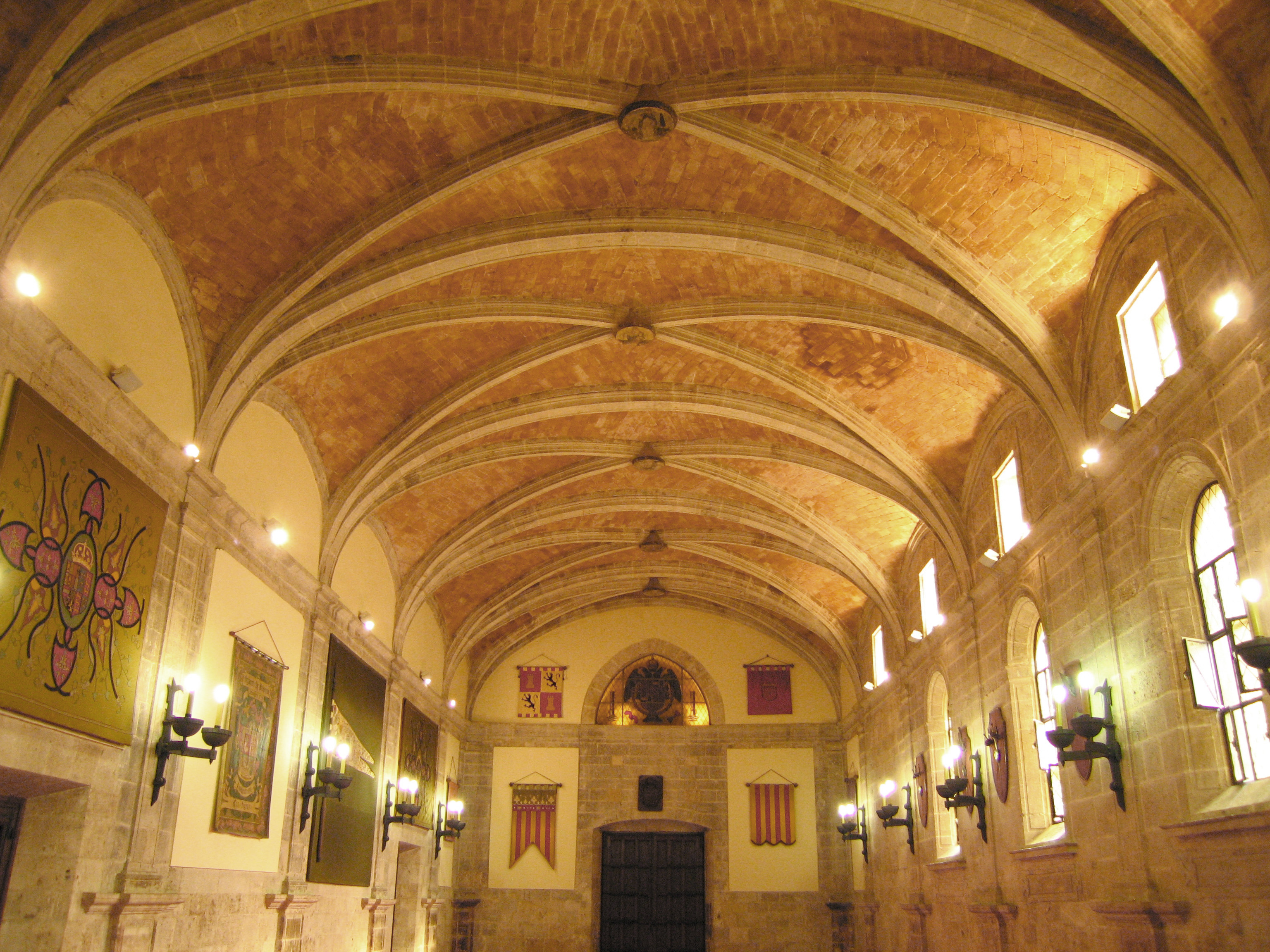
Refectori o sala del Tron

Situat a l'ala sud del claustre Major, fou construït entre 1560 i 1567 en estil renaixentista. Hui aquesta estança és coneguda com a sala del Tron, ja que el 1966 fou habilitada com a sala de tron de la Capitania General.
Es tracta d'una estança rectangular de 32 x 10 m i 10 m d'ample, coberta amb volta de creueria d'arcs rebaixats. La sala està construïda en pedra de granit i les parets foren xapades fins a mitjana alçària amb taulellets durant el segle xviii, en part desapareguts. La plementeria de la volta és de rajola i s'il·lumina per una sèrie de finestres situades a la façana sud. La nau de la sala està articulada amb pilastres d'ordre toscà sobre pedestals i un entaulament tripartit. La sala es cobreix amb una moderna volta de creueria amb arcs faixons i creuers carpanells en rampant corb; també hi destaca el treball de la pedra tallada dels murs, amb arcs capialçats amb regle i finestres botzinades. Aquest espai té una gran importància, ja que suposa un primer nexe en la manera d'organitzar un espai ampli (si exceptuem les capelles entre els contraforts) semblant a la tipologia comuna de les esglésies parroquials valencianes, aleshores encara sense articular amb sistemes renaixentistes de pilastres o columnes.
Les cel·les dels dominics que actualment han desaparegut, destruïdes durant la Guerra del Francés, tenien un gran interés tant històric com artístic. A les que ocuparen Vicent Ferrer i Lluís Bertran posteriorment s'hi feren capelles. La data de construcció de la capella de Sant Lluís Bertran cal fixar-la l'any 1771, centenari de la canonització del sant i data de l'encàrrec del remat del retaule a l'escultor Josep Esteve i Bonet. L'autor de la capella fou Antoni Gilabert i, encara que en l'actualitat ha desaparegut, se'n coneixen les característiques gràcies al fet que el 1804 fou manada dibuixar geomètricament com a exercici del tercer premi dels concursos generals de l'Acadèmia de Sant Carles, dibuixos fets per Vicent Belda. La capella, segons els dibuixos, era una senzilla, però elegant, sala rectangular amb una volta de mig punt i absis ultrasemicircular, en un estil que es podria qualificar de barroc classicista. La volta era amb llunetes quasi semicirculars i intradós dividit en grans requadres a manera de cassetons, i rebia una ordenada però prolixa i petita decoració que l'allunyava de la seua empremta classicista. Les parets contrastaven amb la decoració de la volta en ordenar-se només amb pilastres corínties. L'absis guardava relació amb el sostre, amb una propensió per la profusió de motllures i petits detalls, però que no li feien perdre el disseny clàssic. Per a donar a aquesta peça una major sensació de profunditat i èmfasi escènic, el mur s'estretia amb pilastres en el front formant una embocadura. L'altar era una peça destacable; se situava sobre un alt basament i columnes aparellades sobresortints i frontó corb plegat a la superfície de l'absis, composició aquesta que recorda la de Bernini a la capella Raimondi de San Pietro in Montorio, difosa pel tractat de De Rossi sobre altars i capelles de Roma.
La capella de Sant Vicent ha estat reconstruïda i el més destacable són els taulellets ceràmics procedents de la capella de Sant Jaume, la sagristia i el refectori.

### Façana

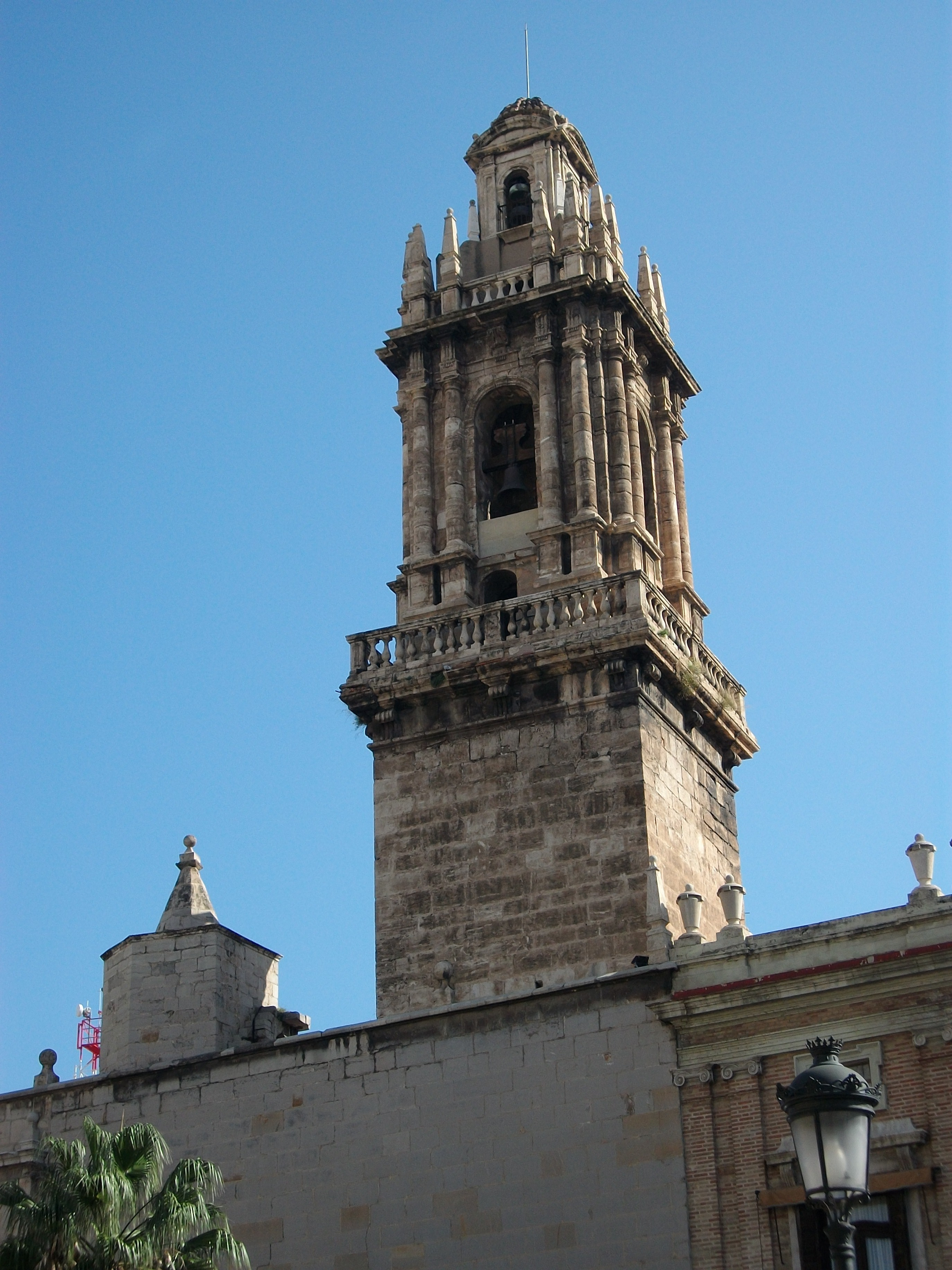
Campanar

L'entrada a l'església es fa per la plaça de Tetuan (antiga plaça de Sant Doménec), on hi ha una portada de final del segle xvi en estil renaixentista.
Aquesta és una façana pantalla; no és l'accés al temple pròpiament dit, sinó a l'atri o claustre, que al seu torn ens dona pas a l'interior de l'església o a la capella dels Reis. La façana es disposa a manera d'arc triomfal, amb dos parells de columnes dòriques a cada costat amb nínxols en forma de venera, ocupats per figures de sants relacionats amb l'orde dels dominics (sant Tomàs d'Aquino i sant Albert Magne en un costat i sant Raimon de Penyafort i sant Antoní de Florència). La porta d'entrada té llindar i queda emmarcada per un arc de mig punt que porta inscrit l'escut de l'orde sostingut pels gossos de sant Doménec de Guzmán. El segon cos, l'ocupen tres nínxols separats per pilastres que suporten un frontó triangular. Al frontó, hi ha una representació de l'Esperit Sant, a les fornícules els sants: sant Doménec de Guzman, sant Vicent Ferrer i sant Lluís Bertran; i està flanquejat per dos escuts reials. Existeix la teoria que aquesta façana va ser traçada pel rei Felip II, interessat igualment pels assumptes del convent.
Només travessar la portada entrem en un claustre renaixentista. Aquest claustre (1639-1640) es compon de huit columnes d'ordre toscà sobre les quals baixen tres arcs de mig punt en els costats nord i oest i un sol arc en els altres dos costats. Així mateix, en el centre d'aquest xicotet pati claustral trobem una imatge moderna de Joan de Ribera i el brocal d'un pou. En aquest claustre, hi ha dues portes gòtiques del segle xv, l'una que dona pas a l'església, atribuïda a Pere Comte, i l'altra a la capella dels Reis, aquesta segona sense ogiva i amb els escuts de Nàpols, Aragó i Sicília.
El campanar de planta quadrada i estructura barroca es feu entre 1648 i 1667. Construït sobre la coberta de la capella Reial (de la seua sagristia), va ser una obra arriscada, ja que requeria un gran coneixement de mecànica estructural per a no posar en perill la volta de la capella. Consta d'un primer cos llis que finalitza en una balustrada, un segon cos on s'allotgen les campanes i l'últim format per una terrassa amb balustrada decorada amb pinacles sobre el qual s'alça un edicle. La rematada de la torre és del 1755, destruïda durant l'ocupació francesa i reconstruïda, sense massa fortuna, el 1955.
L'altra part de la façana correspon a la porteria, que recau al costat sud. Està feta de maó i ordenada en dos cossos, el primer disposat en faixes i el segon amb pilastres aparellades que emmarquen els balcons. Està coronada per un frontó triangular i parelles de gerros. Va ser projectada entre el 1789 i el 1800 per Bartomeu Ribelles. Posteriorment, s'amplià per la part del carrer lateral per tal de tancar al carrer el pati de la palmera.